# Next Generation ATP Finals 2021 - Singolare
Jannik Sinner era il detentore del titolo, ma ha scelto di non partecipare a quest'edizione del torneo.
Carlos Alcaraz ha battuto in finale Sebastian Korda con il punteggio di 4-3(5), 4-2, 4-2.

## Giocatori
1. Carlos Alcaraz (campione)
2. Sebastian Korda (finale)
3. Lorenzo Musetti (round robin)
4. Brandon Nakashima (semifinale)

1. Juan Manuel Cerúndolo (round robin)
2. Sebastián Báez (semifinale)
3. Holger Rune (round robin)
4. Hugo Gaston (round robin)

### Riserve
1. Flavio Cobolli (non ha giocato)

## Tabellone

### Legenda
| - Q = Qualificato - WC = Wild card - LL = Lucky loser | - ALT = Alternate - SE = Special Exempt - PR = Protected Ranking | - w/o = Walkover - r = Ritirato - d = Squalificato |

### Parte finale
|  | Semifinali | Semifinali        | Semifinali     | Semifinali     | Semifinali | Semifinali | Semifinali |  |  | Finale | Finale          | Finale          | Finale          | Finale | Finale | Finale |  |
|  |            |                   |                |                |            |            |            |  |  |        |                 |                 |                 |        |        |        |  |
|  | 1          | Carlos Alcaraz    | Carlos Alcaraz | Carlos Alcaraz | 4          | 4          | 4          |  |  |        |                 |                 |                 |        |        |        |  |
|  | 6          | Sebastián Báez    | Sebastián Báez | Sebastián Báez | 2          | 1          | 2          |  |  | 1      | Carlos Alcaraz  | Carlos Alcaraz  | Carlos Alcaraz  | 4      | 4      | 4      |  |
|  | 2          | Sebastian Korda   | 4              | 2              | 1          | 4          | 4          |  |  | 2      | Sebastian Korda | Sebastian Korda | Sebastian Korda | 35     | 2      | 2      |  |
|  | 4          | Brandon Nakashima | 3              | 4              | 4          | 2          | 2          |  |  |        |                 |                 |                 |        |        |        |  |

### Gruppo A
|   |                       | Alcaraz               | Nakashima                | Cerúndolo             | Rune                     | RR V–P | Set V-P   | Game V-P    | Classifica |
| 1 | Carlos Alcaraz        |                       | 4-3(4), 4-1, 4-3(4)      | 4-0, 4-1, 2-4, 4-3(3) | 4-3(6), 4-2, 4-0         | 3-0    | 9-1 (90%) | 38-20 (66%) | 1          |
| 4 | Brandon Nakashima     | 3(4)-4, 1-4, 3(4)-4   |                          | 4-1, 3(3)-4, 4-1, 4-0 | 3(3)-4, 4-1, 4-1, 4-3(1) | 2-1    | 6-5 (55%) | 37-27 (58%) | 2          |
| 5 | Juan Manuel Cerúndolo | 0-4, 1-4, 4-2, 3(3)-4 | 1-4, 4-3(3), 1-4, 0-4    |                       | 1-4, 2-4, 4-1, 1-4       | 0-3    | 3-9 (25%) | 22-42 (34%) | 4          |
| 7 | Holger Rune           | 3(6)-4, 2-4, 0-4      | 4-3(3), 1-4, 1-4, 3(1)-4 | 4-1, 4-2, 1-4, 4-1    |                          | 1-2    | 4-7 (36%) | 27-35 (44%) | 3          |

La classifica viene stilata in base ai seguenti criteri: 1) Numero di vittorie; 2) Numero di partite giocate; 3) Scontri diretti (in caso di due giocatori pari merito); 4) Percentuale di set vinti o di game vinti (in caso di tre giocatori pari merito); 5) ATP ranking

### Gruppo B
|   |                 | Korda                            | Musetti                          | Báez                     | Gaston                           | RR V–P | Set V-P   | Game V-P    | Classifica |
| 2 | Sebastian Korda |                                  | 4-2, 4-3(4), 4-2                 | 4-3(3), 4-2, 4-2         | 3(2)-4, 3(6)-4, 4-0, 4-3(3), 4-0 | 3-0    | 9-2 (82%) | 42-25 (63%) | 1          |
| 3 | Lorenzo Musetti | 2-4, 3(4)-4, 2-4                 |                                  | 1-4, 1-4, 4-3(5), 3(5)-4 | 4-3(4), 4-3(6), 2-4, 3(7)-4, 4-2 | 1-2    | 4-8 (33%) | 33-43 (43%) | 3          |
| 6 | Sebastián Báez  | 3(3)-4, 2-4, 2-4                 | 4-1, 4-1, 3(5)-4, 4-3(5)         |                          | 4-3(2), 4-2, 4-2                 | 2-1    | 6-4 (60%) | 34-28 (55%) | 2          |
| 8 | Hugo Gaston     | 4-3(2), 4-3(6), 0-4, 3(3)-4, 0-4 | 3(4)-4, 3(6)-4, 4-2, 4-3(7), 2-4 | 3(2)-4, 2-4, 2-4         |                                  | 0-3    | 4-9 (31%) | 34-47 (42%) | 4          |

La classifica viene stilata in base ai seguenti criteri: 1) Numero di vittorie; 2) Numero di partite giocate; 3) Scontri diretti (in caso di due giocatori pari merito); 4) Percentuale di set vinti o di game vinti (in caso di tre giocatori pari merito); 5) ATP ranking